# Oscar Alfaro
Óscar González Alfaro, bekannt als Oscar Alfaro (* 5. September 1921 in San Lorenzo, Departamento Tarija; † 25. Dezember 1963 in La Paz) war ein bolivianischer Dichter und Publizist, dessen poetische Hauptwerke sich vor allem an Kinder und Jugendliche richteten. Nach ihm sind unter anderem ein großer Park in Tarija sowie Schulen in El Alto, Quillacollo und Potosí benannt.
Im Departamento Tarija von besonderer kultureller Bedeutung ist das Werk Cuentos Chapacos, welches in 27 Kurzgeschichten humorvoll bis tragikomisch das Landleben der Bevölkerung (Chapacos genannt) charakterisiert. Alfaro zeichnet dabei lebhaft die besondere lokale Sprechweise nach, welche deutlich vom heutigen Standardspanisch abweicht, dekoriert mit zahlreichen idiomatischen Ausdrücken und Gebräuchen. Zudem werden dörfliche Autoritäten wie der Pfarrer, Polizist oder Bürgermeister aufs Korn genommen.
Ein Beispiel aus der Kurzgeschichte La Pascua Florida: Die Brüder Romualdo und José sind mit ihrem Esel auf dem Weg, um Material und Marigold Osterrosen für den typischen Osterschmuck zu organisieren. Sie kommen am Haus der schönen Candelaria vorbei, das voller blühender Pflanzen ist:
– ¡Velay, la Canducha parece un angelito, andando sobre los luceros! -dijo el Rumualdo, deteniéndose al borde de la huerta.

– ¿Diande 'stan golviendo ustedes, con el burro cargau de „payus“? -dijo la moza parándose con el cesto de rosas en la mano.

– Tamos golviendo del cerro y vamos a la plaza'el pueblo pa’ armar los arcos de la procesión – dijo el José.

– Pero jaltan las rosas pascuas pa’ enjlorarlos – aclaró el Rumualdo.

– Maver, salten intonces el cerco y dentren a pillar tuitas las rosas que quieran.

## Werke
- La Copla Vivida
- Alfabeto de estrellas
- Cien poemas para niños (1955)
- El circo de papel (1970)

Sein gleichnamiger Enkel bemüht sich seit Jahren, die Werke durch Übersetzungen unter anderem im englisch- und deutschsprachigen Raum bekannter zu machen.